# ビー企画室
「株式会社ビー企画室」（ビーきかくしつ）は、日本の音楽出版社である。B ZONEグループに属する企業。日本音楽出版社協会正会員。

## 概要
音楽制作会社B ZONE傘下の音楽出版社であり、GIZA studio所属以外のアーティストの楽曲を管理している。
VALSHEなど一部アーティストの楽曲は関連会社の株式会社ビーゾーンミュージック（六本木5-2-2トーマスビル）が管理している。

## 経歴
ビーゾーンは、かねてから音楽制作業務以外にも音楽出版業務も行っていた。
1992年より自前のレコード会社を相次いで設立した経緯から、1993年秋にレコード会社別に下記の4社の音楽出版社を設立し振り分けて楽曲を管理していた。
- ROOMS MUSIC - Rooms RECORDS所属アーティストの楽曲(B'z/DIMENSION/近藤房之助他)
- GRAM MUSIC - B-Gram RECORDS所属アーティストの楽曲(ZARD/DEEN/WANDS/大黒摩季他)
- ZAIN MUSIC - ZAIN RECORDS所属アーティストの楽曲(T-BOLAN/MANISH他)
- PAS MUSIC - 外部レコード会社所属アーティストの楽曲(TUBE/PAMELAH/KIX-S他)

2003年に4社を統合後、再度ビーイングで音楽出版を管理する事になったが、VERMILLION RECORDS、B-Gram RECORDS、J-DISC Beingが合併して社名としてのビーイングを使うにあたって2007年にビー企画室と社名変更している。

## 管理楽曲
2015年現在、JASRAC登録曲数は約4700曲。
- BOØWY「たった一度のLOVE SONG」「DAKARA」ほか
- BLIZARD「Broken Loneliness」ほか
- トラブル「Mr.リッケンバッカー」ほか
- 早川めぐみ「ROCK CITY」ほか
- LOUDNESS「LET IT GO」「CRAZY DOCTOR」「回廊」ほか
- 浜田麻里「Blue Revolution」「Crime of Love」「LOVE AND FREE」ほか
- BLUEW「南へ走れ」「NO RETURN」ほか
- TUBE「夏だね」「さよならイエスタデイ」「きっと どこかで」ほか
- 織田哲郎「いつまでも変わらぬ愛を」(※)「君の瞳にRainbow」「光と影の中で」ほか
- 日詰昭一郎「ああ異常」ほか
- 栗林誠一郎「Girl 今でも」「IT'S MY TREAT」ほか
- B'z「愛のままにわがままに僕は君だけを傷つけない」「今夜月の見える丘に」「裸足の女神」ほか
- B.B.クィーンズ「ギンギラパラダイス」「夢のENDはいつも目覚まし!」ほか
- 川島だりあ「悲しき自由の果てに」「それだけなのに」ほか
- ZARD「負けないで」「揺れる想い」(※)「あなたを感じていたい」(※)ほか
- WANDS「愛を語るより口づけをかわそう」「Jumpin' Jack Boy」「時の扉」「もっと強く抱きしめたなら」(※)ほか
- T-BOLAN「おさえきれない この気持ち」「すれ違いの純情」「刹那さを消せやしない/傷だらけを抱きしめて」ほか
- 大黒摩季「あなただけ見つめてる」「DA・KA・RA」(※)「ら・ら・ら」ほか
- KIX-S「愛し過ぎてこわい」ほか
- MANISH「煌めく瞬間に捕われて」「声にならないほどに愛しい」「もう誰の目も気にしない」ほか
- BAAD「どんな時でもHold Me Tight」「君が好きだと叫びたい」「愛したい愛せない」ほか
- DEEN「このまま君だけを奪い去りたい」(※)「永遠をあずけてくれ」(※)「瞳そらさないで」ほか
- REV「甘いKiss Kiss」ほか
- ZYYG「君が欲しくてたまらない」「ぜったいに　誰も」ほか
- GEARS「くちびる」ほか
- SO-FI「メとメで伝心」(※)「「愛してる」を云わせたい」(※)
- ZYYG,REV,ZARD & WANDS featuring 長嶋茂雄「果てしない夢を」
- 宇徳敬子「あなたの夢の中 そっと忍び込みたい」(※)「不思議な世界」ほか
- FEEL SO BAD「バリバリ最強No.1」ほか
- TEARS「眩しいほど綺麗になったね」ほか
- PAMELAH「LOOKING FOR THE TRUTH」「SPIRIT」「キレイになんか愛せない」ほか
- spAed「Soul Love」(※)「LED MOON」ほか
- 秋吉契里「愛なんて」「HAPPY BIRTHDAY FOR YOU」ほか
- 柳原愛子「Don't let me down」ほか
- 小松未歩「言葉にできない」
- 滴草由実「君の涙を無駄にしたくない」ほか
- BUZZLIP「YVK」「357」ほか
- テレサ・テン「あなたと共に生きてゆく」
- 森進一「さらば青春の影よ」
- Ryu「My memory」「最初から今まで」ほか

(※)ミスターミュージックと共同出版管理